# Chris Jefferies
Chris Jefferies (Fresno, 13 de fevereiro de 1980) é um ex-jogador norte-americano de basquete profissional que atuou na  National Basketball Association (NBA). Foi o número 27 do Draft de 2002.